# Fir Ol nEchmacht
I Fir Ol nEchmacht erano un popolo che viveva nell'Irlanda preistorica. Virtualmente tutta la parte dell'isola a ovest del fiume Shannon prese il nome da loro: Cóiced Ol nEchmacht fino agli inizi dell'era storica (ca. V-VII secolo). Fu solo con l'ascesa della dinastia dei Connachta che il termine Fir Ol nEchmacht fu abbandonato e la provincia prese il nome di Connacht. 